# Tulou de Fujian

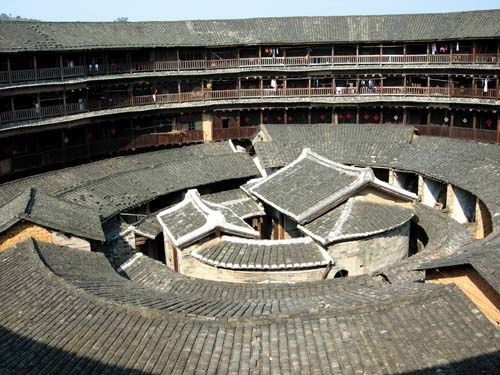
Chengqilou.

Tulou de Fujian (en chino, 福建土楼en chino tradicional, 福建土樓; pinyin, Fújiàn Tǔlóu) es una construcción de tapial china única de los hakka y otros pueblos en las regiones montañosas del suroeste de región de Fujian (China). Están construidas en su mayor parte entre los siglos XII y XX. 
Un «tulou» es normalmente un recinto cerrado, rectangular o circular en su configuración con una pared de tierra muy gruesa (hasta 2 metros) que soporta el peso y estructuras de madera, de tres a cinco pisos de alto, que alberga hasta 80 familias. Estos edificios de tierra tienen normalmente un solo acceso, guardado por puertas de madera de 10 a 13 centímetros de grosor reforzados con una cáscara exterior de una lámina de hierro. El nivel superior de estos edificios de tierra tienen agujeros de cañones para la defensa contra los bandidos.
Este conjunto declarado como Patrimonio de la Humanidad desde 2008 incluye 46 lugares, entre ellos el grupo de tulous de Chuxi, Tianluokeng, Hekeng, Gaobei, Dadi, Hongkeng, y los lou de Yangxian, Huiyuan, Zhengfu y Hegui. Según la Unesco son «ejemplos excepcionales de una traducción constructiva y funcionalidad ejemplificando un tipo particular de residencia comunal y organización defensiva y, en términos de su relación armoniosa con su entorno».

## Terminología
En los ochenta, los tulou de Fujian ha recibido diversas denominaciones como «tulou Hakka», «viviendas de tierra», «casas-fuertes redondas» o simplemente «tulou». Desde los noventa, los estudiosos de la arquitectura china han usado primordialmente el término Tulou de Fujian. Es incorrecto asumir que todos los residentes del tulou eran gentes hakka, debido a que también hay una serie de pueblos meridionales de Fujian que viven en tulous. Tulou de Fujian es el nombre oficial adoptado por la Unesco.
Parte de los tulou hakka pertenecen a la categoría de Tulou de Fujian. Todos los Tulou de Fujian meridionales pertenecen a dicha categoría, pero no pertenecen a los «tulou Hakka».
Además, «Tulou de Fujian» no es un sinónimo de «tulou», sino más bien un subgrupo especial de estos últimos. Hay más de 20.000 tulous en Fujian, mientras que hay sólo tres mil con esa denominación.
Los tulous de Fujian se definen como: «Un gran edificio de varios pisos en las montañas de la región montañosa del sureste de Fujian para que habiten y se defiendan grandes comunidades, construidas con estructuras de madera y paredes de tapial».
Hay alrededor de 3.000 tulous de Fujian ubicados en la región suroccidental de la provincia de Fujian, en su mayor parte en las regiones montañosas del condado de Yongding de la ciudad de Longyan y el condado Nanjing de la ciudad de Zhangzhou.